# Samuel Sáiz
Samuel Sáiz Alonso (* 22. Januar 1991 in Madrid), auch als Samu Sáiz bekannt, ist ein spanischer Fußballspieler. Der offensive Mittelfeldspieler steht beim türkischen Erstligisten Sivasspor unter Vertrag.

## Karriere

### Anfänge in Spanien
Der in Madrid geborene Sáiz kam im Alter von acht Jahren in die Jugend Real Madrids. Ab 2008 spielte er für die C-Mannschaft in der viertklassigen Tercera División. In der folgenden Saison 2009/10 lief er bereits für Real Madrid B in der Segunda División B auf, wo er in 23 Spielen fünf Tore erzielen konnte. Für die nächste Spielzeit wurde er an die Reservemannschaft des FC Sevilla ausgeliehen, wo er ebenfalls in der dritten Klasse spielte.
Nach Saisonende 2010/11 verließ er seinen Jugendverein Real Madrid nach zwölf Jahren und schloss sich dem Drittligisten UD Melilla an. Bereits im Januar 2012 löste er seinen Vertrag auf und unterschrieb bei der B-Mannschaft des FC Getafe einen Vertrag. Nach guten Leistungen in der Reserveelf bestritt er am 1. April 2012 sein Debüt in der Primera División, als er bei der 0:3-Niederlage bei Atlético Madrid in der Schlussphase für Jaime Gavilán eingewechselt wurde. Auch die Saison 2012/13 spielte er bei Getafe B, wo er in 1½ Jahren elf Tore erzielen konnte.
Am 8. Juli 2013 wechselte Sáiz zu UD Almería B. Nach einem halben Jahr verließ er die B-Mannschaft von UD Almería wieder und unterschrieb bei Atlético Madrid B. Aufgrund seiner starken Leistungen in der Segunda División B durfte er einige Male mit der ersten Mannschaft trainieren und war auch Teil des Kaders beim Ligaspiel gegen den FC Villarreal. In diesem Spiel kam er jedoch zu keinem Einsatz. Für die Reserve des Hauptstadtvereins erzielte er in der Saison 2014/15 in 33 Einsätzen acht Treffer und bereitete drei weitere vor.

### SD Huesca
Am 5. August 2015 wechselte Sáiz in einem Leihgeschäft zum Zweitligisten SD Huesca. Sein Debüt bestritt er am 22. August 2015 bei der 2:3-Heimpleite gegen Deportivo Alavés, als er in der 72. Minute für Darwin Machís eingewechselt wurde. Bereits zwei Minuten nach seiner Einwechslung erzielte er sein erstes Tor für Huesca. Im März 2016 wurde der permanente Wechselt von Samu Sáiz zu Huesca bekanntgegeben. In seiner ersten Saison 2015/16 kam er auf 29 Ligaeinsätze, in denen ihm drei Treffer gelangen. In dieser Spielzeit bekleidete er auch vermehrt die Position der hängenden Spitze.
In der folgenden Spielzeit 2016/17 gelang Sáiz der Durchbruch. Er entwickelte sich zum unumstrittenen Stammspieler in der Mannschaft aus Aragonien. Er erzielte in 40 Ligaspielen zwölf Tore und bereitete acht weitere vor und war ein wesentlicher Grund, dass sich die Mannschaft mit dem 6. Tabellenrang für das Aufstiegs-Playoff qualifizierte. Dort scheiterte man aber bereits im Halbfinale an seinem ehemaligen Verein Getafe.

### Leeds United
Am 10. Juli 2017 wechselte Sáiz zum englischen Zweitligisten Leeds United, wo er einen Vierjahresvertrag unterschrieb. Die Whites bezahlten für den offensiven Mittelfeldspieler eine Ablösesumme in Höhe von 3,5 Millionen Euro. Sein Debüt gab er am 9. August im League-Cup-Spiel gegen Port Vale. Beim 4:1-Heimsieg erzielte er in der zweiten Halbzeit drei Tore und wurde der erste Leeds-Spieler seit Carl Shutt im Jahr 1989, dem ein Hattrick in seinem ersten Einsatz gelang. Drei Tage bestritt er beim 0:0-Unentschieden gegen Preston North End sein erstes Ligaspiel. Am 19. August erzielte er beim 2:0-Auswärtssieg gegen den AFC Sunderland seinen ersten Ligatreffer. Außerdem bereitete er das zweite Tor durch Stuart Dallas vor. Bei der überraschenden 1:2-Auswärtspleite im FA-Cup-Spiel gegen den AFC Newport County wurde er in der Nachspielzeit der zweiten Hälfte mit glatt Rot vom Platz geschickt, nachdem er Newports Robbie Willmott bespuckt hatte. Nach diesem Vorfall wurde er mit einer Sperre von sechs Spielen bestraft. In seiner ersten Saison bei Leeds bestritt er 37 Spiele, in denen ihm neun Tore und acht Vorlagen gelangen.
Am 17. Dezember 2018 wurde Sáiz für die restliche Saison 2018/19 an seinen ehemaligen Verein FC Getafe ausgeliehen. Für den Erstligisten kam er in zehn Ligaspielen zum Einsatz. Sein einziges Tor gelang ihm dabei am 28. April 2019 bei der 1:2-Auswärtsniederlage gegen Real Sociedad. Ende Mai 2019 kam Sáiz außerhalb des Spielfelds in die Schlagzeilen. Er wird verdächtigt Teil einer kriminellen Verbindung zu sein, die Fußballspiele in spanischen Profiligen manipuliert haben soll.

### FC Girona
Nachdem er bei Leeds United keine Perspektive mehr hatte und aufgrund der Verdächtigungen bei den Whites in Ungnade gefallen war, kehrte Sáiz am 18. Juli 2019 nach Spanien zurück, wo er sich dem LaLiga-Absteiger FC Girona anschloss.